# طارق أحمد
طارق أحمد مواليد 12 مارس 1988 في الإمارات العربية المتحدة، هو لاعب كرة قدم إماراتي يلعب مع نادي دبا الفجيرة كلاعب وسط.

## الأهداف الدولية
Scores and results list the United Arab Emirates' goal tally first.
| الرقم | التاريخ         | الملعب                                       | الخصم     | الهدف المُحرز | النتيجة | المنافسة                                     |
| ----- | --------------- | -------------------------------------------- | --------- | ------------ | ------- | -------------------------------------------- |
| 1.    | 10 October 2019 | ملعب آل مكتوم، دبي، الإمارات العربية المتحدة | إندونيسيا | 5–0          | 5–0     | تصفيات كأس العالم 2022 – آسيا الجولة الثانية |

## مرحلة الشباب

### أندية لعب لها
- نادي الشارقة

## المسيرة الاحترافية

### أندية لعب لها
- نادي الشارقة
- نادي الجزيرة
- النادي الأهلي
- نادي النصر
- نادي شباب الأهلي
- نادي الإمارات
- نادي دبا الفجيرة

## روابط خارجية
- طارق أحمد على موقع ناشيونال فوتبول تيمز (الإنجليزية)
- طارق أحمد على موقع Soccerway.com (الإنجليزية)